# Nedre Valsan
Nedre Valsan är en sjö i Borlänge kommun och Falu kommun i Dalarna och ingår i Dalälvens huvudavrinningsområde. Sjön har en area på 0,903 kvadratkilometer och ligger 188,1 meter över havet. Sjön avvattnas av vattendraget Vallmoraån (Finnhytteån).

## Delavrinningsområde
Nedre Valsan ingår i det delavrinningsområde (671874-147658) som SMHI kallar för Utloppet av Nedre Valsan. Medelhöjden är 194 meter över havet och ytan är 2,48 kvadratkilometer. Räknas de 5 avrinningsområdena uppströms in blir den ackumulerade arean 46,64 kvadratkilometer. Vallmoraån (Finnhytteån) som avvattnar avrinningsområdet har biflödesordning 2, vilket innebär att vattnet flödar genom totalt 2 vattendrag innan det når havet efter 217 kilometer. Avrinningsområdet består mestadels av skog (61 procent). Avrinningsområdet har 0,9 kvadratkilometer vattenytor vilket ger det en sjöprocent på 36,2 procent.